# Coupe de Russie 2009
Navigation
Édition précédente Édition suivante
La Coupe de Russie est une compétition internationale de patinage artistique qui se déroule en Russie au cours de l'automne. Elle accueille des patineurs amateurs de niveau senior dans quatre catégories: simple messieurs, simple dames, couple artistique et danse sur glace. En 2009 elle s'appelle également Coupe Rostelecom (Rostelecom Cup en anglais). 
La quatorzième Coupe de Russie est organisée du 22 au 25 octobre 2009 à la Megasport Arena de Moscou. Elle est la deuxième compétition du Grand Prix ISU senior de la saison 2009/2010.

## Résultats

### Messieurs

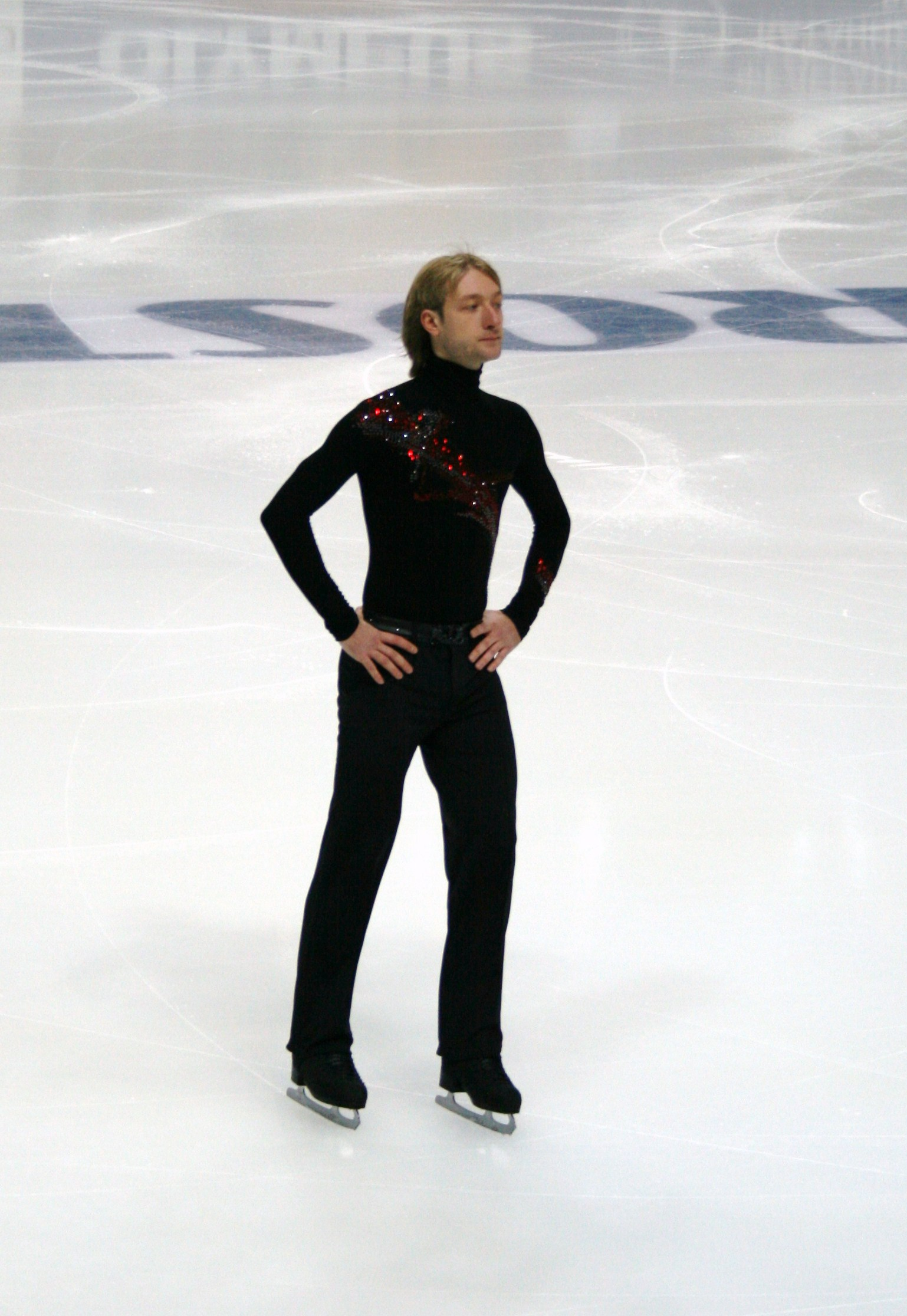
Le médaillé d'or Evgeni Plushenko

| Rang | Nom                  | Pays       | Points | Programme court | Programme court | Programme libre | Programme libre |
| ---- | -------------------- | ---------- | ------ | --------------- | --------------- | --------------- | --------------- |
| 1    | Evgeni Plushenko     | Russie     | 240.65 | 1               | 82.25           | 1               | 158.40          |
| 2    | Takahiko Kozuka      | Japon      | 215.13 | 2               | 75.50           | 2               | 139.63          |
| 3    | Artem Borodulin      | Russie     | 201.55 | 4               | 72.07           | 3               | 129.48          |
| 4    | Johnny Weir          | États-Unis | 198.55 | 3               | 72.57           | 6               | 125.98          |
| 5    | Kevin Van Der Perren | Belgique   | 189.33 | 7               | 63.15           | 5               | 126.18          |
| 6    | Adrian Schultheiss   | Suède      | 185.02 | 5               | 67.94           | 8               | 117.08          |
| 7    | Brandon Mroz         | États-Unis | 181.80 | 11              | 54.50           | 4               | 127.30          |
| 8    | Shawn Sawyer         | Canada     | 179.58 | 8               | 61.38           | 7               | 118.20          |
| 9    | Florent Amodio       | France     | 171.65 | 9               | 59.95           | 9               | 111.70          |
| 10   | Ivan Tretiakov       | Russie     | 164.30 | 6               | 65.10           | 10              | 99.20           |
| 11   | Ari-Pekka Nurmenkari | Finlande   | 149.91 | 10              | 57.31           | 11              | 92.60           |

### Dames
| Rang | Nom                     | Pays        | Points | Programme court | Programme court | Programme libre | Programme libre |
| ---- | ----------------------- | ----------- | ------ | --------------- | --------------- | --------------- | --------------- |
| 1    | Miki Ando               | Japon       | 171.93 | 3               | 57.18           | 1               | 114.75          |
| 2    | Ashley Wagner           | États-Unis  | 163.97 | 5               | 55.16           | 2               | 108.81          |
| 3    | Alena Leonova           | Russie      | 160.06 | 4               | 56.78           | 3               | 103.28          |
| 4    | Alissa Czisny           | États-Unis  | 158.30 | 2               | 57.64           | 4               | 100.66          |
| 5    | Mao Asada               | Japon       | 150.28 | 6               | 51.94           | 5               | 98.34           |
| 6    | Júlia Sebestyén         | Hongrie     | 148.50 | 1               | 57.94           | 7               | 90.56           |
| 7    | Amélie Lacoste          | Canada      | 139.39 | 7               | 51.82           | 8               | 87.57           |
| 8    | Jenna McCorkell         | Royaume-Uni | 134.70 | 11              | 40.94           | 6               | 93.76           |
| 9    | Oksana Gozeva           | Russie      | 128.52 | 8               | 51.08           | 9               | 77.44           |
| 10   | Katarina Gerboldt       | Russie      | 117.77 | 9               | 42.64           | 10              | 75.13           |
| 11   | Annette Dytrt           | Allemagne   | 109.74 | 12              | 36.76           | 11              | 72.98           |
| 12   | Anastasia Gimazetdinova | Ouzbékistan | 108.46 | 10              | 42.30           | 12              | 66.16           |

### Couples
| Rang | Nom                                    | Pays       | Points | Programme court | Programme court | Programme libre | Programme libre |
| ---- | -------------------------------------- | ---------- | ------ | --------------- | --------------- | --------------- | --------------- |
| 1    | Pang Qing / Tong Jian                  | Chine      | 191.33 | 1               | 65.40           | 1               | 125.93          |
| 2    | Yuko Kavaguti / Alexandre Smirnov      | Russie     | 180.14 | 2               | 61.62           | 2               | 118.52          |
| 3    | Keauna McLaughlin / Rockne Brubaker    | États-Unis | 160.55 | 3               | 61.34           | 5               | 99.21           |
| 4    | Vera Bazarova / Yuri Larionov          | Russie     | 156.28 | 4               | 54.42           | 3               | 101.86          |
| 5    | Nicole Della Monica / Yannick Kocon    | Italie     | 150.86 | 5               | 53.56           | 6               | 97.30           |
| 6    | Mylène Brodeur / John Mattatall        | Canada     | 148.43 | 7               | 46.66           | 4               | 101.77          |
| 7    | Anastasia Martiusheva / Alexei Rogonov | Russie     | 138.17 | 6               | 51.94           | 7               | 86.23           |
| 8    | Maria Sergejeva / Ilja Glebov          | Estonie    | 128.62 | 8               | 44.88           | 8               | 83.74           |

### Danse sur glace
| Rang | Nom                                     | Pays               | Points | Danse imposée | Danse imposée | Danse originale | Danse originale | Danse libre | Danse libre |
| ---- | --------------------------------------- | ------------------ | ------ | ------------- | ------------- | --------------- | --------------- | ----------- | ----------- |
| 1    | Meryl Davis / Charlie White             | États-Unis         | 201.10 | 1             | 37.87         | 1               | 62.21           | 1           | 101.02      |
| 2    | Anna Cappellini / Luca Lanotte          | Italie             | 168.57 | 2             | 32.73         | 2               | 52.58           | 2           | 83.26       |
| 3    | Ekaterina Rubleva / Ivan Shefer         | Russie             | 163.32 | 3             | 30.33         | 3               | 50.92           | 3           | 82.07       |
| 4    | Vanessa Crone / Paul Poirier            | Canada             | 157.00 | 4             | 29.94         | 4               | 48.45           | 4           | 78.61       |
| 5    | Anastasia Platonova / Alexander Grachev | Russie             | 153.22 | 7             | 27.93         | 5               | 47.88           | 5           | 77.41       |
| 6    | Ekaterina Riazanova / Ilia Tkachenko    | Russie             | 147.92 | 8             | 27.89         | 6               | 47.45           | 6           | 72.58       |
| 7    | Lucie Myslivečková / Matěj Novák        | République tchèque | 146.95 | 6             | 28.08         | 7               | 47.01           | 7           | 71.86       |
| 8    | Katherine Copely / Deividas Stagniūnas  | Lituanie           | 146.76 | 5             | 29.39         | 8               | 46.26           | 8           | 71.11       |
| 9    | Carolina Hermann / Daniel Hermann       | Allemagne          | 134.69 | 9             | 25.54         | 9               | 42.64           | 9           | 66.51       |

## Sources
- Résultats de la Coupe de Russie 2009
- Patinage Magazine N°120 (Décembre 2009-Janvier 2010)